# Jesús Moliné
Jesús Moliné Labarta (Puebla de Alfindén, 29 de enero de 1939) es un obispo emérito peruano de origen español. Fue obispo de Chiclayo (1998-2014).

## Biografía

### Primeros años y formación
Jesús Moliné estudió secundaria en el Seminario Menor de Zaragoza y los cursos de Filosofía y Teología en el Seminario Metropolitano de Zaragoza. Realizó el doctorado en Derecho Canónico en la Universidad de Navarra. 

### Sacerdocio
Tras su ordenación sacerdotal el 28 de marzo de 1965, fue nombrado coadjutor de la parroquia de El Salvador y Santa María (Ejea de los Caballeros, 1965-1968). Fue profesor de Religión en el Instituto Mixto número 1 de Zaragoza.
Se trasladó a Perú (1973-1977) para trabajar como: catedrático en la Universidad de Piura, párroco de Santa Ana de La Huaca (Piura) y miembro del Tribunal Metropolitano. De regreso a España (1977-1987) fue profesor en la Obra Diocesana Santo Domingo de Silos de Zaragoza, y Juez en el Tribunal Metropolitano de Zaragoza.
Regresó nuevamente a Perú (1987-1997). Allí fue nombrado profesor de Teología y Filosofía en el Seminario San Juan M. Vianney (Piura, 1991), cargo que compatibilizó con las clases en la Universidad de Piura, en el Tribunal Diocesano y en la atención pastoral en las parroquias de Nuestra Señora de Fátima (Piura, 1987-1992) y san Pedro y san Pablo (Piura, 1992-1997). En 1993 el Arzobispo le nombró Rector del Seminario Metropolitano de Piura (1993-1997).

## Episcopado

### Obispo en Chiclayo
El Papa Juan Pablo II lo nombró Obispo Coadjutor de Chiclayo el 8 de febrero de 1997. El obispo de Chiclayo, Ignacio María de Orbegozo y Goicoechea presidió su consagración episcopal el 19 de marzo del mismo año; Asistieron a la ceremonia: Oscar Rolando Cantuarias Pastor, Arzobispo de Piura, y Fortunato Baldelli, Nuncio Apostólico en Perú.
Tras la muerte de Ignacio María de Orbegozo y Goicoechea, lo sucedió como obispo de Chiclayo el 4 de mayo de 1998. Fue Gran Canciller de la Universidad Católica Santo Toribio de Mogrovejo. 
Puso en marcha la Universidad Católica Santo Toribio de Mogrovejo (1998), continuando con el proyecto de su predecesor, siendo su primer Gran Canciller. 

### Renuncia
El Papa Francisco aceptó la renuncia por límite de edad (75 años) el 3 de noviembre de 2014. En estos años, realizó intensa labor episcopal, sobre todo a través de las visitas pastorales y la dedicación al Seminario diocesano. Le sucedió monseñor Robert Prevost, que posteriormente sería ungido papa con el nombre de León XIV.
Actualmente vive en Zaragoza, España.

## Publicaciones
Además de diversas entrevistas y artículos , ha publicado las siguientes monografías:
- El demonio, ¿qué hay de verdad sobre él?, Nuevo Tiempo, 1977.
- Dar razón de nuestra fe, Universidad de Piura, 1991
- Por las sendas de la nueva evangelizacion: consolidado de documentos doctrinales y planes pastorales (1997-2011), Chiclayo, Perú, Universidad Católica Santo Toribio de Mogrovejo, 2012, 233 pp.
- Mons. Daniel Figueroa Villón, Chiclayo, Perú, Universidad Católica Santo Toribio de Mogrovejo, 2018.
- Los jóvenes y la fe, Edición propia, 2021.
- Recuerdos de mi Episcopado, Edición propia, 2021.
- Ignacio M.ª de Orbegozo y Goicoechea: II Obispo de Chiclayo 1968-1998, Chiclayo, Perú, Universidad Católica Santo Toribio de Mogrovejo, 2023, 347 pp.

## Distinciones
- Doctor honoris causa por la Universidad Santo Toribio de Mogrovejo (2023).[4]
- Medalla del Gobierno Provincial de Chiclayo (2023).[5]

## Premios y distinciones
- Medalla de la ciudad de la Arena junto con un crucifijo, en reconocimiento a su labor pastoral (2015).[2]
- Doctor honoris causa por la Universidad Señor de Sipán (Chiclayo, 2014).[6]
- Medalla Señor de Sipán de la región Lambayeque (2012).[7]